# Велика награда Сан Марина 1998.
Велика награда Сан Марина 1998. године је била трка у светском шампионату Формуле 1 1998. године која се одржала на аутомобилској стази „Енцо и Дино Ферари“ у Имоли, 28. априла 1998. године.
Победник је био Дејвид Култард, другопласирани Михаел Шумахер, док је трку као трећепласирани завршио Еди Ирвајн.